# Alfred Obschernikat
Alfred Obschernikat (* 14. Mai 1926 in Duisburg; † 15. Oktober 2005 ebenda) war ein deutscher Wasserballspieler, der mit seinem Wasserballteam des 
Duisburger Schwimmvereins von 1898 dreimal – 1958, 1961 und 1962 – den Titel der deutschen Meisterschaft im Wasserball holte. Höhepunkt seiner Wasserballkarriere war die Teilnahme an den Olympischen Spielen 1956 in Melbourne, bei der seine Mannschaft den sechsten Platz erreichte. Nach seiner aktiven Laufbahn arbeitete er als Trainer.
Er ist der Vater des Wasserballspielers Werner Obschernikat (* 1955) und Großvater des Wasserballspielers Kai Obschernikat (* 1978). Obschernikat starb 2005 nach langer schwerer Krankheit.